# Oraș deschis
Oraș deschis este un termen care se aplică în timpul unui război unui anumit oraș, care renunță a se mai apăra militar, din diverse motive, dar în special când ocuparea sa devine iminentă, anunțând public prin toate canalele de informare posibile (mai ales inamicul) că orașul "este deschis" oricui și că armata care atacă poate intra nestingherită în acel oraș.  Conceptul de oraș deschis ajută la protejarea clădirilor, a orașului în sine și a tuturor civililor. 
Câteva exemple de orașe, care în cursul istoriei recente, s-au declarat dechise:
- Paris, în 1940, atunci când guvernul francez s-a refugiat după ce a considerat că nu îl va putea apăra de forțele Wehrmacht-ului.
- Manila, în 1942, care a fost abandonat de forțele militare americane pentru că orașul și-a pierdut valoarea strategică în cursul desfășurării evenimentelor.
- Roma, în 1944, pe care forțele militare germane l-au declarat unilateral "oraș deschis", înainte de retragerea lor din oraș în iunie 1944.

Forțele de atac nu respectă întotdeauna declarația de "oraș deschis."  Spre exemplu, în aprilie 1941, deși Belgrad-ul s-a declarat oraș deschis, forțele armate germane au bombardat orașul. 
Comparați cu Reguli de război.